# Romanovca
Romanovca è un comune della Moldavia situato nel distretto di Leova di 536 abitanti al censimento del 2004